# Seglinge
Seglinge är en by och en ö i Kumlinge kommun, landskapet Åland (Finland). Byn har 45 invånare (31.12.2021). I byn finns en butik, Seglinge andelshandel, gästhamn, stugbyar och en vandringsled. På den södra delen av ön finns även jättegrytor vilka bildades under den senaste istiden. Öns area är 9,71 kvadratkilometer och dess största längd är 5,4 kilometer i nord-sydlig riktning.
Åren 1934–1991 hade Posten verksamhet på ön, och 1997 lade Andelsbanken för Åland ned sitt kontor. Ön fick vägförbindelse med Kumlinge 1969, då en vajerfärja mellan Finhälla på Seglinge och Snäckö inrättades, och vägar drogs mellan Seglinge by och Finhälla samt över Snäckö till Kumlingeby. Skolan stängde 1970.

## Näringar
Turism, trafik, jordbruk, offentlig administration.

## Delöar och uddar
Öns olika uddar och delar enligt Lanmäteriverkets namndatabas:
- Seglinge 60°12′33″N 20°40′44″Ö / 60.20905°N 20.67901°Ö
- Komboskär 60°14′07″N 20°40′43″Ö / 60.23529°N 20.67859°Ö
- Biskopsskär 60°13′56″N 20°40′30″Ö / 60.23212°N 20.67503°Ö
- Stornäset 60°13′46″N 20°41′12″Ö / 60.22957°N 20.68658°Ö (udde)
- Kattrumpan 60°13′33″N 20°41′03″Ö / 60.22583°N 20.68422°Ö (udde)
- Hommannäs 60°13′22″N 20°42′11″Ö / 60.22271°N 20.70296°Ö (udde)
- Hullvik näset 60°11′30″N 20°40′39″Ö / 60.19167°N 20.67748°Ö (udde)
- Kalvvik näset 60°12′12″N 20°39′34″Ö / 60.20337°N 20.65937°Ö (udde)
- Dömmarsholm 60°12′06″N 20°40′31″Ö / 60.2016°N 20.67522°Ö (udde)
- Stangnäs 60°11′58″N 20°39′50″Ö / 60.19942°N 20.6639°Ö (udde)
- Skrobban 60°11′43″N 20°40′23″Ö / 60.19514°N 20.67305°Ö (udde)
- Svärsnäs 60°11′37″N 20°41′26″Ö / 60.19371°N 20.69055°Ö (udde)
- Norra revet 60°12′59″N 20°42′40″Ö / 60.21648°N 20.71117°Ö (udde)
- Enholm 60°11′55″N 20°42′47″Ö / 60.19854°N 20.71302°Ö (udde)
- Kilholm 60°11′36″N 20°42′00″Ö / 60.19343°N 20.69996°Ö (udde)